# Kian Duncan
Kian Duncan, né le 26 mai 2000 en Angleterre, est un footballeur international anguillan d'origine anglaise jouant au poste de milieu de terrain.

## Biographie

### En club

#### Début avec les clubs amateurs anglais
Formé avec les clubs amateurs Wokingham & Emmbrook, Portsmouth, FAB Academy et Beaconsfield Town,,,,. En 2018, Duncan joue avec le club anglais amateur de Burnham.
En 2019, Duncan est transféré à Beaconsfield Town avec lequel il fera six apparitions en Southern Football League Premier Division South,.
Il fait ensuite son retour à Burnham la même année par le biais d'un prêt avant d'être définitivement transféré toujours la même année,.
En 2021, il est transféré à Binfield, club d'Isthmian League Division One South Central Division (soit le huitième échelon anglais).

### En sélection
Le 21 mars 2021, Duncan fait ses débuts avec Anguilla contre les îles Vierges des États-Unis, lors d'un match amical.
Le 27 mars 2021, pour son premier match officiel, Duncan fait partie du onze de départ avec Anguilla contre la République dominicaine, dans le cadre du premier tour des éliminatoires de la zone CONCACAF de la Coupe du monde 2022 (défaite 0-6).